# 巴拉那帕内马河畔米兰蒂
巴拉那帕内马河畔米兰蒂是巴西圣保罗州的一个市镇。总面积1237.847平方公里，总人口16977人，人口密度13.7人/平方公里。